# John Diefenbaker

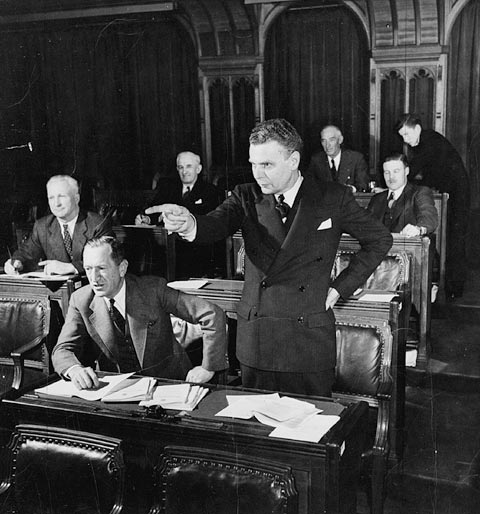
John Diefenbaker

John George Diefenbaker (Neustadt (Ontario), 18 september 1895 – Ottawa (Ontario), 16 augustus 1979) was een Canadees politicus en de 13e minister-president van Canada van 21 juni 1957 tot 21 april 1963.

## Leven
Diefenbaker werd geboren in het plaatsje Neustadt in Ontario. Hij studeerde politieke wetenschappen, economie en rechten aan de Universiteit van Saskatchewan, en was een korte periode in dienst van het Canadese Leger tijdens de Eerste Wereldoorlog. Na de oorlog werkte hij als advocaat, en werd hij in 1920 verkozen als gemeenteraadslid. In 1929 trouwde hij met Edna Brower. Ook werd hij dat jaar benoemd als King's Counsel.
In 1936 werd Diefenbaker verkozen tot leider van de Conservatieve Partij van Saskatchewan. Hij bezocht datzelfde jaar de Olympische Spelen in Berlijn. Een verkiezing tot het Canadees Lagerhuis volgde in 1940. Later zou hij meerdere malen een gooi doen naar het leiderschap van de Progressief-Conservatieve Partij. In 1953 trouwde Diefenbaker met Olive Palmer, zijn eerste vrouw Edna Brower was twee jaar eerder te komen overlijden.
In 1956 lukte het hem uiteindelijk om leider te worden, en het volgende jaar zou hij de federale verkiezingen winnen, waarop hij minister-president van Canada werd. Ook in 1958 en 1962 won hij de verkiezingen en verlengde hij aldus zijn mandaat.
In 1963 en 1965 won de Liberale politicus Lester Pearson echter de verkiezingen.
Diefenbaker overleed op 16 augustus 1979 in Ottawa Ontario.